# Kryptomelan
Kryptomelan (auch Ebelmenit) ist ein relativ häufiges Mineral der Mineralklasse der Oxide und Hydroxide mit der chemischen Zusammensetzung K(Mn4+7Mn3+)O16 und damit chemisch gesehen ein Kalium-Mangan-Oxid.
Kryptomelan kristallisiert im monoklinen Kristallsystem und entwickelt selten subhedrale Kristalle mit bis zu 2 mm Größe, häufiger sind es fein gemahlene Körner oder traubenförmige bis fasrige Aggregate.

## Etymologie und Geschichte
Das Mineral wurde 1942 zuerst nur als Bestandteil von Psilomelan bekannt. Erst durch detaillierte Untersuchungen konnte herausgefunden werden, dass Psilomelan nicht eigenständig ist, sondern eine Mischung aus verschiedenen Manganoxiden, unter anderem Kryptomelan. Der Mineralname wurde geprägt von Wallace D. Richmond und Michael Fleischer, die das Mineral zum ersten Mal beschrieben. Er leitet sich von den griechischen Wörtern für „versteckt“ und „schwarz“ her.

## Klassifikation
In der veralteten, aber noch gebräuchlichen 8. Ausgabe der Systematik der Minerale nach Strunz wird Kryptomelan in die Mineralklasse der Oxide und Hydroxide eingeordnet. Diese ist weiter nach dem Verhältnis von Metall zu Sauerstoff, sodass das Mineral sich entsprechend seiner Formel in der Gruppe „Oxide mit Verhältnis Metall : Sauerstoff = 1:2 (MO2 und verwandte Verbindungen)“ befindet. Da bildet der Kryptomelan die nach ihm benannte „Kryptomelangruppe“, zusammen mit Cesàrolith, Coronadit, Henrymeyerit, Hollandit, Manjiroit, Mannardit, Priderit, Redledgeit und Strontiomelan. Das ehemals ebenfalls hierzu gehörende Mineral Ankangit ist seit seiner Diskreditierung 2012 eine Varietät von Mannardit.
In der umfassend überarbeiten 9. Ausgabe der Systematik der Minerale nach Strunz, die auch von der International Mineralogical Association (IMA) verwendet wird, wird das Mineral ebenfalls in die Klasse der Oxide und Hydroxide eingeordnet. Diese ist zunächst ebenfalls unterteilt nach dem Verhältnis von Metall zu Sauerstoff. Kryptomelan ist ebenfalls in der Gruppe „Metall: Sauerstoff = 1:2 und vergleichbare“. Diese ist nun allerdings weiter unterteilt nach der Größe der beteiligten Kationen, sodass das Mineral in der Untergruppe „Mit großen (± mittelgroßen) Kationen; Tunnelstrukturen“ zu finden ist. Dort bildet er ebenfalls die „Kryptomelangruppe“, allerdings gehören dazu jetzt Romanèchit, Strontiomelan und Todorokit dazu.
In der Systematik der Minerale nach Dana wird Kryptomelan in die Gruppe der „mehrfachen Oxide“ (Nr. 07) eingeordnet. Dort wird es in die Untergruppe der Systemnummer 09 eingeordnet (die ebenfalls „mehrfache Oxide“ heißt). Innerhalb dieser bildet es mit Hollandit, Manjiroit, Coronadit, Strontiomelan und Henrymeyerit ebenfalls eine „Kryptomelangruppe“. Es hat dabei die Systemnummer 07.09.01.02

## Chemismus
Eine chemische Analyse von Kryptomelan ergab einen Kristallwasseranteil von bis zu 3,5 %. Das Handbook of Mineralogy der Mineralogical Society of America spricht von der empirischen Formel (K0.94Na0,25Sr0,13Ba0,10Mg0,03)Σ=1,45(Mn4+6,33Mn3+1,20Fe3+0,30Al0,15)Σ=7,98(O, OH)16. Zum gleichen Ergebnis kommt die Erstbeschreibung von Richmond und Fleischer.

## Kristallstruktur
Kryptomelan kristallisiert monoklin in der Raumgruppe I4/m (Raumgruppen-Nr. 87) mit den Gitterparametern a = 9,916 Å, b = 2,864 Å und c = 2,864 Å sowie einer Formeleinheit pro Elementarzelle.

## Bildung und Fundorte
Von Kryptomelan gibt es 580 Fundstellen. Die Typlokalität von Kryptomelan liegt in Tombstone, Tombstone District, Arizona, USA.
Viele Fundstellen gibt es auch in Deutschland. In Baden-Württemberg im Schwarzwald gibt es fünf Fundorte. In Bayern gibt es einige Fundorte, sowohl in Franken als auch in der Oberpfalz. In Hessen im Odenwald gibt es mehrere kleine Fundstellen, eine weitere in Hessen liegt in Wetzlar. Auch in Niedersachsen im Harz gibt es zwei Fundstellen, in Clausthal-Zellerfeld und in Lautenthal. In Nordrhein-Westfalen gibt es eine Fundstelle im Sauerland, zwei weitere im Siegerland. Des Weiteren gibt es in Rheinland-Pfalz zwei Fundstellen. Auch im Saarland gibt es eine Fundstelle, sie liegt in Krettnich zu Wadern. In Sachsen-Anhalt gibt es auch eine Fundstelle, ebenfalls im Harz bei Wernigerode. In Sachsen im Erzgebirge gibt mindestens sieben Fundstellen, in der Oberlausitz fünf weitere. In Thüringen ebenfalls Fundorte, im Thüringer Wald gibt es drei.
In Österreich gibt es ebenfalls etliche Fundstellen. In Kärnten gibt es Friesach eine Fundstelle, auch im Gebirgszug Koralpe sowie im Gebirgszug Packalpe gibt es je eine Fundstelle. Im Land Salzburg eine Fundstelle und eventuell eine weitere. In der Steiermark gibt es drei Fundstellen, in Osttirol (Land Tirol) eine weitere.
In der Schweiz gibt es zwei Fundstellen. Eine davon liegt im Kanton Graubünden in Oberhalbstein, die zweite im Kanton Wallis in Saint-Luc zu Anniviers.
Vorkommen von Kryptomelan gibt es auf allen Kontinenten. Neben den schon genannten Fundorten gibt es Vorkommen in Ägypten, Argentinien, Australien, Belgien, Bolivien, Bosnien und Herzegowina, Brasilien, Burkina Faso, Chile, China, Fidschi, Frankreich, Gabun, Ghana, Griechenland, Grönland, Indien, Irland, Israel, Italien, Japan, Jordan, Kanada, Kasachstan, Kuba, Madagaskar, Mexiko, der Mongolei, Marokko, Mosambik, Namibia, Neukaledonien, Neuseeland, dem Niger, Norwegen, Polen, Portugal, Rumänien, Russland, Ruanda, Slowenien, Südafrika, Spanien, Togo, Tschechien, der Türkei, Ungarn, der Ukraine, dem Vereinigten Königreich und den Vereinigten Staaten von Amerika.

## Verwendung
Neuere Dyson-Luftreiniger nutzen Kryptomelan zur Neutralisierung von Formaldehyd, wobei das Mineral nicht ausgetauscht werden muss.